# Austroicetes interioris
Austroicetes interioris is een rechtvleugelig insect uit de familie veldsprinkhanen (Acrididae). De wetenschappelijke naam van deze soort is voor het eerst geldig gepubliceerd in 1957 door White & Key.
1. ↑  (en) Austroicetes interioris op de IUCN Red List of Threatened Species.